# لیتوانیایی‌ها
لیتوانیایی‌ها (لیتوانیایی: lietuviai) مردم بومی لیتوانی در حوزه بالتیک که در آن کشور بیش از ۲٬۵۶۱٬۳۰۰ نفر جمعیت دارند و جمعیت آنها در سراسر جهان به بیش از ۴ میلیون نفر می‌رسد. بخش زیادی از لیتوانیایی‌ها در ایالات متحده آمریکا با گستره بیش از ۶۰۰ هزار نفری ساکن هستند. برزیل، کانادا، کلمبیا، روسیه، بریتانیا و ایرلند نیز از دیگر مراکز حضور لیتوانیایی تبارها می‌باشد.
زبان مادری این گروه، لیتوانیایی است، لیتوانیایی در کنار زبان لاتویایی یکی از دو زبان زنده از خانواده زبان‌های بالتیک می‌باشند. لیتوانیایی زبان دولتی لیتوانی و یکی از زبان‌های رسمی اتحادیه اروپاست. مطابق با سرشماری ۲۰۰۱ لیتوانی، ۸۳٫۴۵ درصد از مردم این کشور نژاد لیتوانی هستند. دین این مردم بیشتر مسیحی کلیسای کاتولیک و بعضاً برخی انجیلی لوتری نیز که قبل از جنگ جهانی دوم در بخش شمالی شرق پروس زندگی می‌کردند، وجود داشتند.

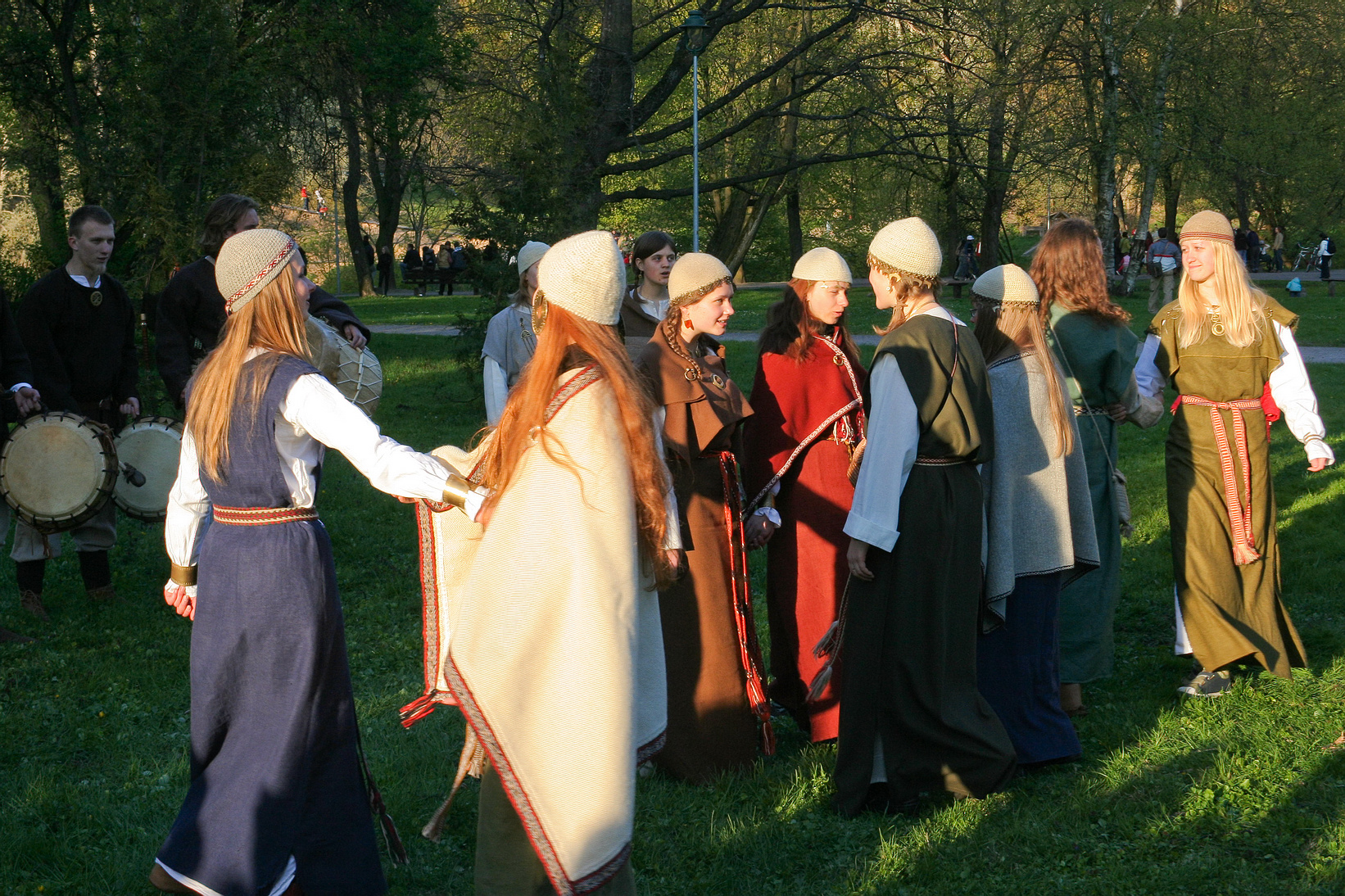
لیتوانیایی تبارها